# Jan Kliment
Jan Kliment (* 1. September 1993 in Jihlava) ist ein tschechischer Fußballspieler, der auch die slowakische Staatsbürgerschaft besitzt. 

## Karriere

### Verein
Kliment gab 2012 für seinen Jugendverein FC Vysočina Jihlava sein Profidebüt. 2014 wurde er an den FK Dukla Banská Bystrica verliehen. Zur Saison 2015/16 wechselte Kliment zum VfB Stuttgart. Am 29. Juni 2015 unterzeichnete er bei den Schwaben einen bis zum 30. Juni 2019 datierten Vertrag. Am 3. Oktober 2015 erzielte er im Auswärtsspiel gegen die TSG Hoffenheim sein erstes Tor in der Bundesliga zum 1:1 (Endstand 2:2). Er traf 61 Sekunden nach seiner Einwechslung in der 64. Minute.
Am 30. August 2016 lieh der VfB Stuttgart Jan Kliment bis zum Ende der Saison 2016/17 an Brøndby IF aus. Im Juli 2017 wurde das Leigheschäft für die Saison 2017/18 verlängert. Im April 2018 zog sich Kliment einen Kreuzbandriss zu. Zur Saison 2018/19 kehrte Kliment nach Stuttgart zurück und absolvierte seine Reha. Erste Trainingseinheiten absolvierte er mit der zweiten Mannschaft.
Zur Saison 2019/20 wurde der Vertrag von Kliment um ein Jahr verlängert. Er stand seither im Kader der zweiten Mannschaft, die in der Vorsaison in die fünftklassige Oberliga Baden-Württemberg abgestiegen war und für die er bereits 2015 ein Spiel in der 3. Liga absolviert hatte.
Nach 16 Oberligaeinsätzen (sechs Tore, vier Assists) verließ der Tscheche den VfB in der Winterpause und wechselte zurück in seine Heimat zum Erstligisten 1. FC Slovácko. Nachdem in der Saison 2021/22 für Wisła Krakau aufgelaufen war, kehrte er im Sommer 2022 wiederum nach Tschechien zurück und schloss sich Viktoria Pilsen an. Dort blieb er zwei Jahre und ging dann weiter zum Ligarivalen SK Sigma Olmütz.

### Nationalmannschaft
Am 10. November 2011 debütierte Kliment in der Qualifikation zur U19-Europameisterschaft 2012 für die tschechische U19-Nationalmannschaft. Im Oktober 2013 spielte er bei einem Vier-Nationen-Turnier in Gemert für das U20-Nationalteam Tschechiens gegen die Niederlande und Deutschland. Kliment nahm mit der U21-Nationalmannschaft an der Europameisterschaft 2015 im eigenen Land teil. Bei diesem Turnier erzielte er in der Vorrunde gegen Serbien drei Tore und wurde damit Torschützenkönig.
Am 1. September 2017 gab Kliment mit Tschechien gegen Deutschland in der Qualifikation zur Weltmeisterschaft 2018 sein A-Länderspieldebüt. Im selben Jahr bestritt er am 11. November gegen Katar sein letztes Länderspiel.

## Erfolge
- Dänischer Pokalsieger: 2018

## Auszeichnungen
- Torschützenkönig der U-21-Europameisterschaft: 2015 (3 Tore)